# HMS Pembroke (M107)
Pour les autres navires du même nom, voir HMS Pembroke.
Le HMS Pembroke est un chasseur de mines de classe Sandown de la Royal Navy.

## Histoire
Le Pembroke est affecté à des missions dans le golfe Persique en 2009 et passe les trois années suivantes à y mener des opérations et des exercices. En 2012, il retourne à la HMNB Clyde. En route, lui et le HMS Middleton portent assistance au Delhi Express, un cargo qui avait perdu de la puissance lors de sa traversée du golfe d'Aden. Le Pembroke et le Middleton protègent le navire jusqu'à ce qu'il soit de nouveau opérationnel, la région étant réputée pour le piratage. Au cours de la mission dans le golfe, le navire accueille à son bord sept équipages différents. De retour à Faslane, il est mis en cale sèche pendant deux mois pour maintenance.
Le Pembroke subit une période de six mois de travaux d'assistance et de mises à niveau par Babcock International. Les mises à niveau comprennent l'installation de la Defence Information Infrastructure, qui permet le partage d'informations sur l'ensemble du réseau de la défense. Des travaux supplémentaires sont entrepris pour améliorer le système d'air à haute pression et pour installer un système de détection d'incendie élargi. Les travaux sont achevés début 2014, lorsque le navire fait d'autres essais en mer.
Après le dragage d'une mine de 300 kg par des bateaux de pêche en 2014, le Pembroke fait exploser la mine à l'aide d'un drone Seafox. En 2015, il collabore pendant quatre mois aux opérations avec des navires des marines allemande, polonaise, belge et royale néerlandaise. Au cours de cette période, il repère neuf bombes de la Seconde Guerre mondiale, notamment une bombe de 230 kg dans la mer du Nord. Le 26 mars, il visite le site de l'épave du destroyer HMS Isis coulé pendant la Seconde Guerre mondiale et organise une cérémonie de commémoration et de dépôt de couronnes. En prévision d'un déploiement dans la mer Baltique en avril 2016, le Pembroke participe à une série d'exercices d'entraînement comprenant une simulation d'attaque par avion, de tir, de sauvetage et de chasse aux mines.